# Habitatge al carrer de la Guàrdia, 10 (Tossa de Mar)
L'edifici situat al carrer de la Guàrdia. 10 del municipi de Tossa de Mar (Selva) és una obra inclosa en l'Inventari del Patrimoni Arquitectònic de Catalunya.

## Descripció
És un edifici de façana estreta, situat entre mitgeres i amb tres plantes i coberta amb terrassa. La façana és arrebossada i pintada de blanc. Es tracta d'una casa reformada a mitjan segle XX sobre una casa antiga de finals del XVIII, l'única resta de la qual és l'emmarcament de pedra calcària de la porta principal, format per una llinda monolítica, brancals i llindar de grans blocs i decorats amb motllures. L'altra obertura de la planta baixa, un aparador de la botiga de roba infantil, imita amb placats de pedra artificial la forma de la porta d'accés. A la llinda de la porta principal es llegeix: AVE 1785 MARIA. Les plantes superiors tenen tres finestres quadrades i rectangulars d'obra de rajola.

## Història
Bona part de les cases i els carrers de la vila nova de Tossa són originàries del segle xviii, quan la vila va suportar un creixement econòmic i demogràfic que va urbanitzar aquesta zona. Moltes d'elles, malgrat haver-se reformat interiorment i exteriorment, han conservat restes de les cases originals, com ara llindes gravades o finestres motllurades de pedra. D'altra banda, aquests elements són, la major part de les vegades, els únics elements conservats. En aquest cas, aquesta casa és originària del segle xviii i reformada al segle xx.